# Gibson Explorer
Gibson Explorer er navnet på en el-guitar udviklet og fremstillet af den amerikanske guitarproducent Gibson. Guitaren blev oprindeligt udgivet af Gibson midt i 1950'erne i deres moderne serie af guitarer (sammen med Flying V og Firebird guitarene) for at give Gibson et knapt så gammeldags image. De solgte imidlertid dårligt, og var ikke i produktion gennem 1960'erne. Modellen blev dog relanceret i 1970'erne med noget større succes.
Bl.a. James Hetfield fra Metallica spiller på explorer-guitarer. 